# Вулька-Ґостомська
Вулька-Ґостомська (пол. Wólka Gostomska) — село в Польщі, у гміні Могельниця Груєцького повіту Мазовецького воєводства.
Населення — 195 осіб (2011).
У 1975-1998 роках село належало до Радомського воєводства.

## Демографія
Демографічна структура станом на 31 березня 2011 року:
|          | Загалом | Допрацездатний вік | Працездатний вік | Постпрацездатний вік |
| -------- | ------- | ------------------ | ---------------- | -------------------- |
| Чоловіки | 95      | 16                 | 67               | 12                   |
| Жінки    | 100     | 15                 | 59               | 26                   |
| Разом    | 195     | 31                 | 126              | 38                   |